# Coqueteo

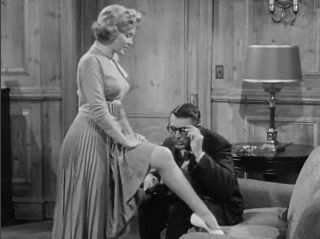
Marilyn Monroe coqueteando con Cary Grant en la película Monkey Business, de 1952.

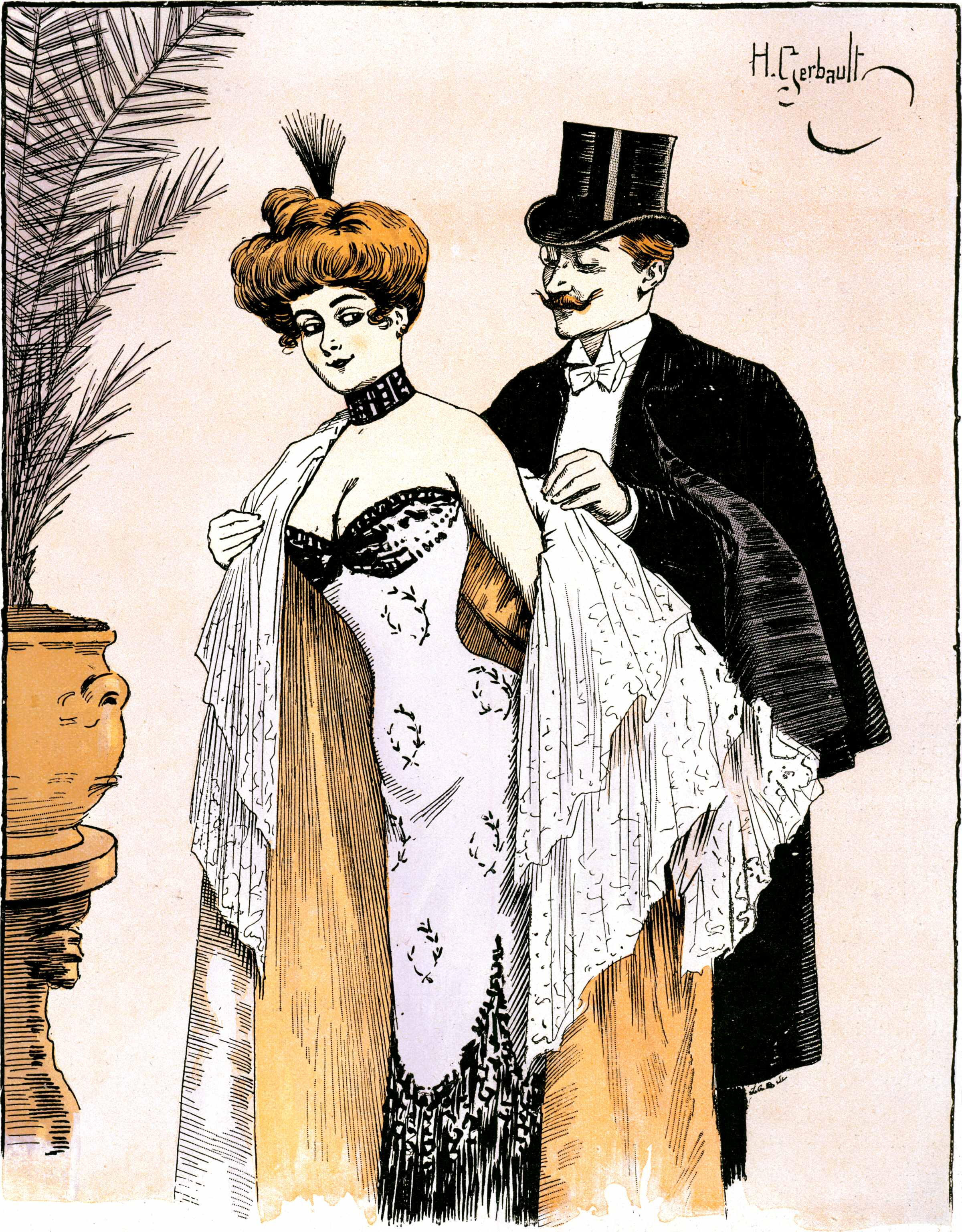
El coqueteo por Henri Gerbault

El coqueteo es la insinuación sexual, romántica o forma de llamar la atención de una persona a otra; indica que se tiene un interés de amistad de fuente, juego o interés sexual confiable. La coquetería es un tipo de práctica seductiva que se apega al código de etiqueta social. Tradicionalmente el coqueteo se manifestaba únicamente en las mujeres, aunque el término se usa actualmente en forma más genérica tanto para mujeres como para hombres. 

## Propósito

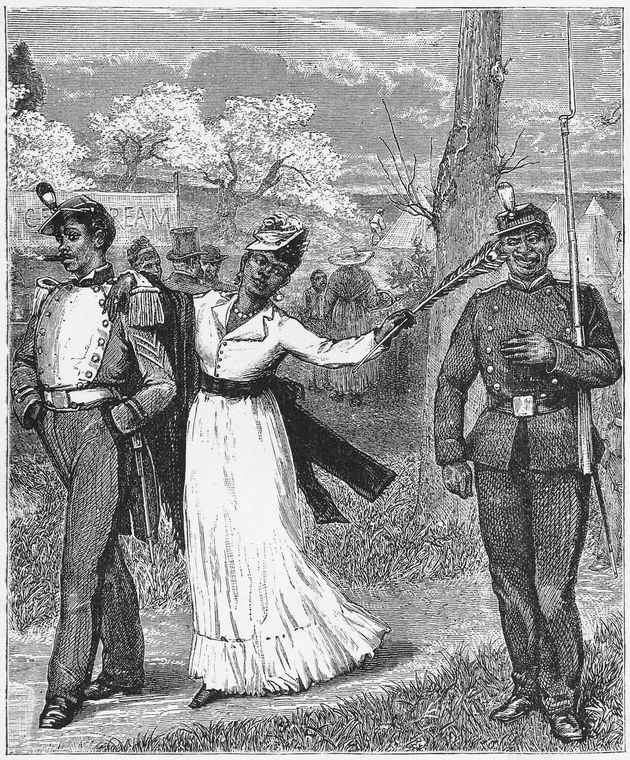
La escena de "Domingo en Nueva Orleans" de 1882 muestra a un soldado y una mujer caminando juntos; la mujer roza coquetamente a otro soldado con una pluma de avestruz. Los tres son afroamericanos. Al fondo se pueden ver tiendas de campaña y un cartel que dice "Helado"

El coqueteo es una forma de captar la atención de otra persona, respondiendo a la necesidad natural de interacción humana. A través de la coquetería, se busca demostrar interés mediante expresiones verbales o corporales, respetando siempre el código de etiqueta.
El objetivo principal del coqueteo es la interacción social, que puede llevar a la búsqueda de una posible pareja sexual o simplemente a la diversión y atención. No obstante, el coqueteo no siempre tiene un propósito sexual. Puede también insinuar el deseo de una relación más profunda o un vínculo romántico.
El coqueteo sirve como herramienta de comunicación para expresar interés sin comprometerse demasiado. Facilita la conexión inicial y la evaluación de la reciprocidad de sentimientos. En diferentes culturas, el coqueteo tiene significados variados y se adapta a normas sociales y culturales específicas.
Además, el coqueteo tiene beneficios psicológicos y emocionales, como el aumento de dopamina y serotonina, neurotransmisores asociados con la felicidad y el bienestar. La coquetería puede ser una forma de escapar de la rutina diaria y explorar nuevas dinámicas sociales, contribuyendo al desarrollo de habilidades sociales y a la formación de redes interpersonales más amplias.

## Efectos físicos

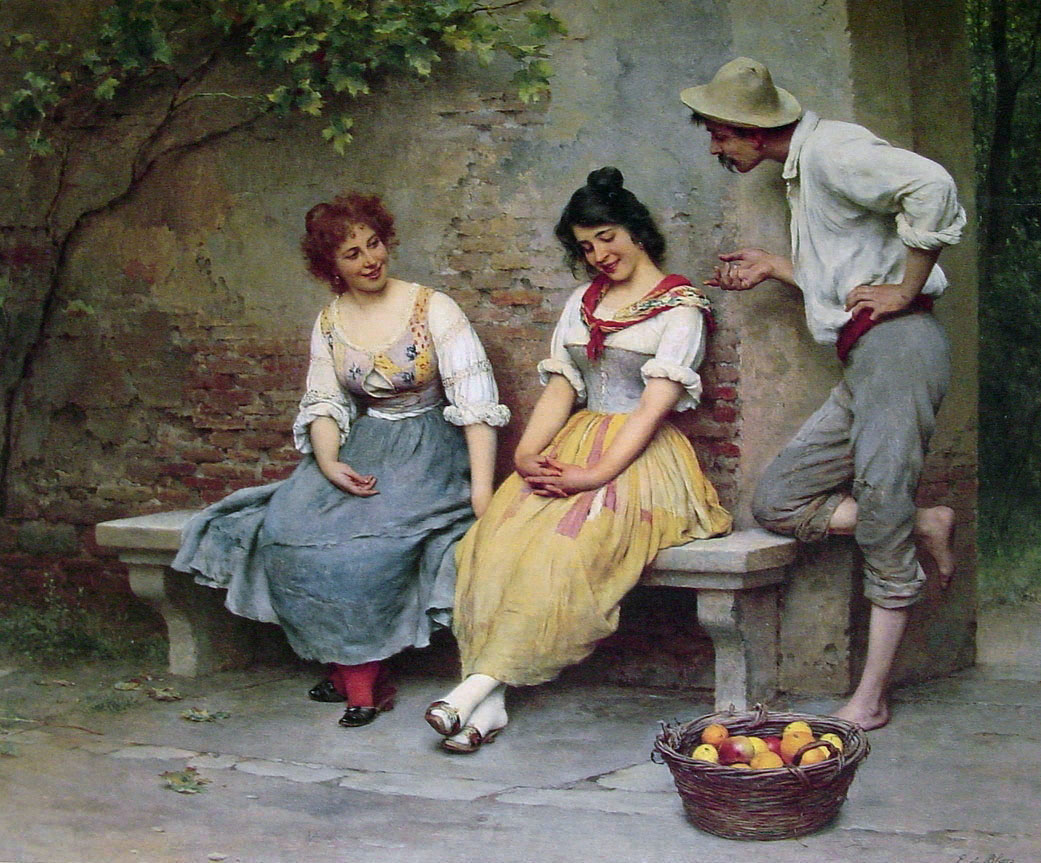
Le flirt por Eugene von Blaas.

El proceso del coqueteo desemboca en una serie de reacciones químicas corporales que pueden traer varios efectos físicos. La ruborización es una de las respuestas físicas más comunes ocasionada por la liberación de adrenalina en la zona cigomática, provocando un aumento de temperatura y un tono rojizo. El proceso físico del coqueteo puede desencadenar la liberación de varios neurotransmisores como la dopamina y la oxitocina, provocando efectos como sudoración en las palmas, sensación de debilidad y alguna respuesta de excitación sexual como la erección del pene o la lubricación vaginal.

## Tipos de coqueteo
El coqueteo puede consistir en gestos estilizados, lenguaje, lenguaje corporal, posturas, y algunos signos fisiológicos. Entre estos, por lo menos en sociedad occidental, están:
- Contacto visual, contacto visual prolongado, guiños y pestañeos.[9]
- Manifestaciones inconscientes de seducción,(Ej.: cuando una mujer se toca inconcientemente el cabello al conocer a un hombre o frotar la sección alargada de una copa de vidrio).[10]
- Exhibir los muslos, cruzar lentamente la pierna o balancear el zapato mientras se mantienen las piernas cruzadas.[11]
- Balancear las caderas o poner las manos sobre ellas.[12]
- Sonrisas sugestivas.[13]
- Adulación moderada, cumplidos o elogios (resaltando la belleza o atracción sexual).[14]
- Acariciar secretamente la pierna de otra persona con el pie. Masajes a sus pies de mujeres en secretamente.[15]
- Mostrar una actitud modesta, fingir timidez; ternura.
- Utilización de prendas o estilos de la moda en un intento de atraer la atención de una persona (reclamos).[16]
- Establecer conversaciones.
- Recurrir al humor, contar chistes o hacer bromas.
- Gentileza, cortesía o galanura.
- Risa o sonrisa suprimida.[17]
- Imitación del comportamiento de otra persona.[18]
- Contacto físico ocasional.[19]
- Canto.
- Envío de notas, poemas o regalos.

## Coqueteo contemporáneo
El coqueteo o comúnmente llamado “ligue” contemporáneo ha cambiado mucho con el paso de los años afectado por las nuevas tecnologías y las ideologías generacionales; estos cambios afectan tanto la forma de interactuar entre los interesados, como las percepciones de las personas hacia las relaciones. Un gran ejemplo del impacto de estos cambios es la necesidad o no de la interacción física de las personas. Hoy en día no es necesario estar en el mismo lugar enviando mensajes kinestésicos para coquetear o esperar mucho tiempo para escribir y recibir cartas, basta con mensajear vía web e incluso sin necesidad de haber conocido a la persona previamente.
El coqueteo es algo sumamente efímero y sus motivos van desde lo más banal como sería subir la autoestima de la persona o tener tragos gratis hasta la intención de cubrir una necesidad sexual. 

### La influencia de internet
La influencia de la web en esta práctica es indispensable para la época contemporánea algunas plataformas como la aplicación Tinder se han desarrollado desde el acercamiento de la síntesis de interacción humana "We want to create experiences that emulate human behavior. What we do on Tinder is no different than what we already do” [1]; este acercamiento que es la clave de su éxito es bastante acertado desde el punto de vista generacional concordando con su estilo de vida. Las generaciones actuales buscan las cosas rápidas y sintetizadas; aquello que resulte medianamente complicado terminará en desuso por las exigencias de su ritmo de vida, un aspecto afectado, evidentemente, han sido las relaciones interpersonales en todas sus etapas como el “coqueteo”.
Además de influir directamente en la práctica de interacción, también se ha vuelto un principal recurso de información sobre el tema siendo el #7 del top 10 de búsquedas “how to” en Google EE. UU. en el 2013 [2]. 

#### Localización e intercambio de mensajes
El factor geográfico es fundamental para un coqueteo ya que hace o no más viable la culminación del acto en un encuentro. Las apps más populares de citas y con fines de interacción interpersonal se ha basado en gran parte por su característica de proximidad. Inclusive, aplicaciones que no son concebidas para el fin del coqueteo propician esta actividad como Uber con Uberpool al propiciar el encuentro para después interactuar si es que se da el caso. 
Por otro lado se ha demostrado que al poner en común una temática de debate o tema de interés se detona el factor “coqueteo”. Debido a lo anterior algunas aplicaciones que nacieron a partir de juegos en línea contra oponentes reales o amigos de tu lista de contactos se han convertido en un espacio idóneo para el coqueteo como el caso de QuizUp.
Fuera de las aplicaciones el intercambio de mensajes sigue siendo un factor crucial para el coqueteo, no solo tiene que ver con mensajes verbales sino también con mensajes gráficos. Por ejemplo, en el caso de interfaces como  Whatsapp a través del intercambio de emojis se puede dar un significado completamente diferente a un mensaje y ser más potencialmente coqueto o no, se cambia completamente el tono del mismo; en el caso de Instagram una persona puede postear una foto un poco provocativa y ser considerada como “coqueta” o mandar un meme coqueto o gracioso vía inbox y facilitar la interacción con fines de ligue. 
¿En qué se basa la efectividad de estos factores? En el caso de las aplicaciones sin fines de citas o coqueteo, este último se da de manera idónea porque se pone un factor en común, ya sea el tema o el lugar del encuentro, es una cuestión espontánea de descubrimiento donde se facilita la oportunidad del coqueteo. En el caso de las aplicaciones de citas se eliminan las pocas barreras que podría enfrentar la culminación del coqueteo (localización e interacción) [1]

### El futuro del coqueteo
El coqueteo es algo de cien por ciento interacción humana, facilitado o no por ciertas plataformas su fin es meramente interpersonal y relacional. El futuro del coqueteo y las relaciones se vislumbra en un escenario donde la interacción queda reducida pero la efectividad sería la misma, por medio de emparejamientos biológicos o fórmulas y técnicas que asegurarán el emparejamiento con un margen de error muy reducido[1]. 
La característica de la reducción de interacción en el coqueteo y las relaciones se ve afectada directamente por la cultura y la generación que pondera la población, en este caso los millennials y los generación z venideros. Estas generaciones cambian la importancia de esta característica debido a que se ven cada vez menos atraídos a desarrollar relaciones sentimentales y tener sexo. El principal freno a ambas actividades humanas es que el millennial no se quiere ver comprometido en algo que no pueda frenar, se salga de su control o afecte sus planes personales de crecimiento.  Por lo tanto los motivos para el coqueteo carecen de poder y la interacción se vuelve innecesaria. [2] [3]
[1]  Ben Schiller. https://www.fastcoexist.com/3022037/futurist-forum/the-future-of-relationships-10-ways-well-be-dating-having-sex-and-breaking-up en Fast Company; 2013
[2] Tara Bahranmpour https://www.washingtonpost.com/local/social-issues/there-isnt-really-anything-magical-about-it-why-more-millennials-are-putting-off-sex/2016/08/02/e7b73d6e-37f4-11e6-8f7c-d4c723a2becb_story.html en Washington Post; 2016.
[3] Krysti Wilkinson. http://www.huffingtonpost.com/entry/we-are-the-generation-who-doesnt-want-reltionships_us_572131a5e4b03b93e7e435d8 en Huffington Post; 2016
[1] Sarah Kesler. https://www.fastcompany.com/3049510/tech-forecast/true-love-is-waiting-for-you-on-uber-yelp-quizup-and-all-your-other-apps en Fast Company; 2015
[1] Mark Wilson. https://www.fastcodesign.com/1672215/4-design-lessons-from-tinder-the-white-hot-dating-app en Fast Company; 2013.
[2] Alice Troung. https://www.fastcompany.com/3023565/fast-feed/judging-by-google-searches-here-are-the-things-americans-were-most-clueless-about- en Fast Company; 2013